# Dekanat Lwów
Dekanat Lwów – został utworzony w 1992 roku, obecnie jest jednym z 12 dekanatów katolickich w archidiecezji lwowskiej na Ukrainie.
Obecnie na terenie dekanatu jest 12 parafii i 25 kapłanów (nie posiada kapłana parafia Domazyr), a także 8 zgromadzeń zakonnych. Od 12 grudnia 1996 roku w Brzuchowicach jest Wyższe Seminarium Duchowne.

## Zgromadzenia zakonne
- Zgromadzenie Sióstr Zmartwychwstałego Pana Naszego Jezusa Chrystusa (zmartwychwstanki) – Lwów (Zboiska).
- Zgromadzenie Sióstr Franciszkanek Rodziny Maryi (franciszkanki) – Lwów (Katedra), Lwów (parafia św. Marii Magdaleny).
- Zgromadzenie Małych Sióstr Niepokalanego Serca Maryi (honoratki) – Lwów (parafia św. Marii Magdaleny).
- Zgromadzenie Sióstr Świętego Józefa Oblubieńca Najświętszej Maryi Panny (józefitki) – Lwów (Katedra), Lwów (Rzęsna).
- Siostry Służebniczki Przenajświętszej Dziewicy Maryi Niepokalanie Poczętej (służebniczki NMP) – Lwów (Sichów).
- Zakon Świętego Dominika (dominikanie) – Lwów (Katedra).

## Parafie
- Domażyr (Домажир) – parafia Najświętszego Serca Jezusowego, (kościół dojazdowy).
- Brzuchowice (Брюховичі) – parafia św. Teresy od Dzieciątka Jezus.
Kaplica w Seminarium duchownym pw. św. Józefa.
- Lwów – katedra (Львів-Катедра) – Parafia Wniebowzięcia Najświętszej Maryi Panny
- Lwów Łyczaków (Львів-Св. Антонія) – parafia św. Antoniego Padewskiego.
- Lwów (Львів-Марії Магдалини) – parafia św. Marii Magdaleny.
- Lwów Rzęsna Polska (Львів-Рясне) – parafia Miłosierdzia Bożego.
- Lwów-Sichów (Львів-Сихів) – parafia św. Michała Archanioła.
- Lwów-Winniczenka (Львів-Стрітення Господнього) – parafia Ofiarowania Pańskiego[3].
- Lwów-Zboiska (Львів-Збоїща) – parafia Matki Bożej Nieustającej Pomocy.
- Lwów (Львів-Йоана Павла ІІ) – parafia św. Jana Pawła II.
- Malechów (Малехів) – parafia św. Michała Archanioła.
- Winniki (Винники) – parafia Wniebowzięcia Najświętszej Maryi Panny.